# Пауль Герман Майкснер
Пауль Герман Майкснер (нім. Paul Hermann Meixner; 4 червня 1891, Відень — 8 червня 1950, Відень) — австро-угорський і німецький офіцер, доктор права, контр-адмірал крігсмаріне. Кавалер Німецького хреста в золоті та сріблі.

## Біографія
18 червня 1910 року вступив в австро-угорський флот кадетом. Учасник Першої світової війни, служив на міноносцях, з серпня 1915 року — на підводному човні. 18 жовтня 1916 року взятий в полон. В лютому 1919 року звільнений і 1 січня 1920 року вийшов у відставку.
20 серпня 1940 року повернувся на службу. Брав участь в розробці планів операції «Морський лев». З 18 січня 1941 по 17 жовтня 1941 року — начальник служби морських перевезень в Триполі, одночасно з 21 лютого 1941 по жовтень 1942 року — офіцер зв'язку ВМФ при Ервіні Роммелю, який командував німецькими військами в Північній Африці. 18 жовтня 1942 року призначений начальником німецької служби морських перевезень «Північна Африка»; керував організацією морського постачання армії «Африка». З 8 грудня 1942 року — командувач німецькими ВМС в Північній Африці. 28 лютого 1943 року відомство Майкснера розформували, а він сам 5 березня 1943 року очолив Командування німецькими ВМС в Тунісі і, одночасно, штаб італійського військово-морського командування «Туніс». 11 травня 1943 року німецькі війська капітулювали, штаб Майкснера за непотрібністю був розпущений, а сам Майкснер потрапив у полон. У лютому 1946 року звільнений.

## Звання
- Морський кадет (18 червня 1910)
- Морський фенріх (1 липня 1912)
- Фрегаттен-лейтенант (1 травня 1913)
- Лейтенант лінкора запасу (1 січня 1920)
- Капітан-лейтенант запасу на активній службі (23 травня 1940)
- Капітан-лейтенант до розпорядження (20 серпня 1940)
- Корветтен-капітан до розпорядження (1 квітня 1941)
- Фрегаттен-капітан до розпорядження (1 лютого 1943)
- Капітан-цур-зее до розпорядження (1 квітня 1943)
- Контр-адмірал до розпорядження (12 червня 1944)

## Нагороди
- Пам'ятний хрест 1912/13
- Бронзова і срібна медаль «За військові заслуги» (Австро-Угорщина) з мечами
- Військовий Хрест Карла
- Нагрудний знак підводника (Австро-Угорщина)
- Пам'ятна військова медаль (Австрія) з мечами
- Почесний хрест ветерана війни з мечами
- Медаль «За вислугу років у Вермахті» 4-го і 3-го класу (12 років)
- Хрест Воєнних заслуг 2-го і 1-го класу з мечами
- Залізний хрест 2-го і 1-го класу
- Німецький хрест
  - в сріблі (6 червня 1942)
  - в золоті (11 лютого 1943)
- Медаль «За італо-німецьку кампанію в Африці»
- Нарукавна стрічка «Африка»